# Enzo Mari
Enzo Mari (Cerano, 27 de abril de 1932 - Milán, 19 de octubre de 2020) fue un diseñador y artista italiano.

## Formación y educación
Mari nació en Cerano, un pequeño pueblo del norte de Italia, ubicado en la provincia de Novara, Piamonte, de donde también procedía su madre Carolina. Su padre, Luigi, era del sur de Italia, más precisamente de Spinazzola, Apulia, donde el abuelo de Mari trabajaba como zapatero.
Se mudó a la ciudad de Milán y estudió en la Academia de Bellas Artes de Brera entre 1952 y 1956, donde aprendió arte y literatura. Se interesó por temas como la psicología de la visión, los sistemas de percepción y las metodologías de diseño.

## Vida personal y trabajo

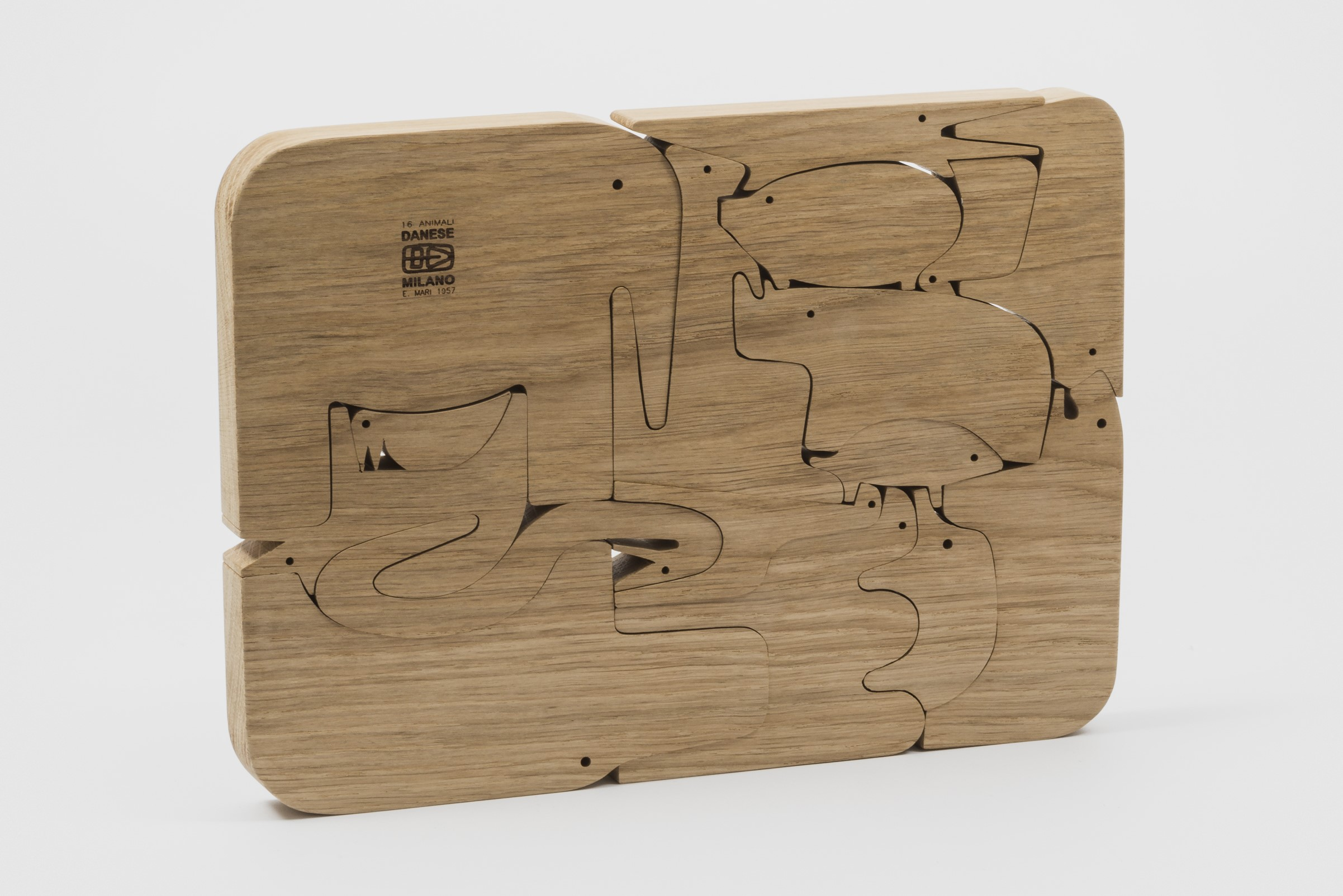
Puzzle 16. Animali, para la firma Danese Milano (1957)

### Inicios en el diseño
A finales de la década de los 50, conoció al empresario Bruno Danese, con quien colaboraría en la creación de diversas obras de diseño industrial. La primera de ellas fue un rompecabezas de madera llamado 16 Animali, compuesto por dieciséis animales cortados a partir de una sola pieza de madera de roble, trabajo que estuvo inspirado por los juguetes escandinavos.

### Exploraciones
En 1955 se casó con Gabriella Ferrano, conocida como Iela Mari, quien también trabajaba como diseñadora. Tuvieron dos hijos, Michele y Agostina. Junto a ella publicó algunos libros infantiles ilustrados, como La manzana y la mariposa y también El huevo y la gallina.
De ideología comunista, su pensamiento político influyó en la manera como veía el diseño. Defendió la postura de democratizar el acceso al diseño, a través de ideas como la reproducción en masa, los muebles multifuncionales y el «hágalo usted mismo». En 1974 publicó el libro Proposta per un’Autoprogettazione, que contenía instrucciones para que los lectores construyeran sus propios muebles con tablas y clavos.

### Carrera
A lo largo de su carrera trabajó con las firmas de diseño Danese Milano, Driade, Artemide, Alessi, Zanotta y Magis. Además se dedicó a la docencia, impartiendo clases en la Accademia Carrara, la Universidad de Parma, la Universidad de Artes Aplicadas de Viena, el Politécnico de Milán y la Universidad de las Artes de Berlín.

### Muerte
El 19 de octubre de 2020, a los 88 años y producto del COVID-19, fallece en medio de la crisis sanitaria desarrollada en Italia. Su esposa, la crítica de arte Lea Vergine, falleció al día siguiente y también por causa de la pandemia. Ambos estaban internados en el Hospital San Raffaele de Milán.

## Premios y reconocimientos
- Compasso d'Oro: 1967 por "Investigación personal en diseño" [12]
- Compasso d'Oro: 1979 por la silla "Delfina" [13]
- Compasso d'Oro: 1987 por la silla "Tonietta"[14]
- Compasso d'Oro: 2001 por la mesa "Legato"[15]
- Premio "HonRDI" (Honorary Royal Designer for Industry), traducido al español como, Diseñador Honorario Real para la Industria en el año 2000. Solo 200 personas pueden ostentar este título otorgado por la Real Sociedad de Artes de Londres (RSA).[16]
- Grado de Honor en Diseño Industrial (Laurea Honoris Causa in Disegno Industriale), otorgado por la Facultad de Arquitectura del Politécnico de Milán en el año 2002.[17][18]

## Su obra en museos

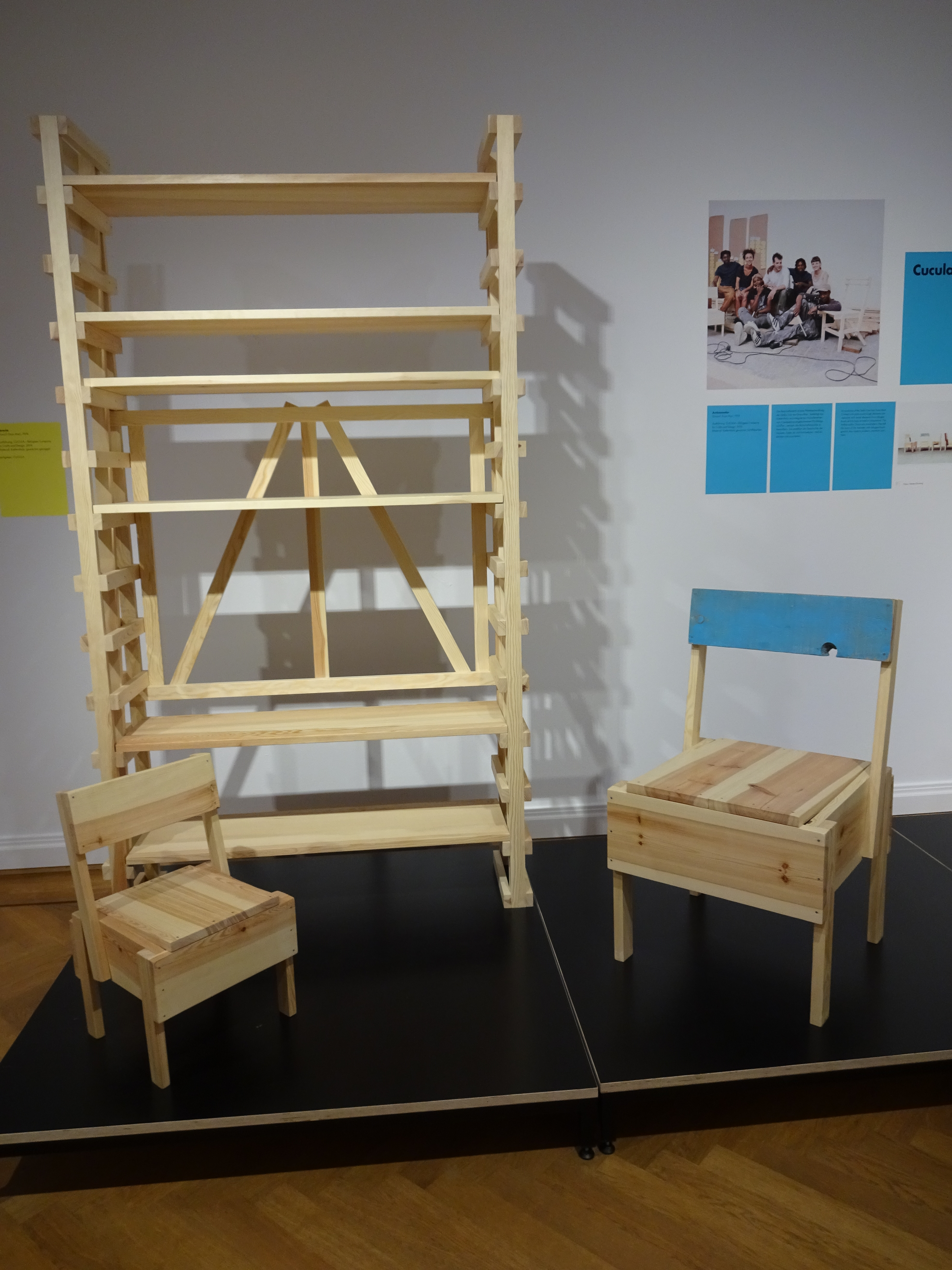
Exposición del proyecto Autoprogettazione con los muebles "Libreria", "Sedia Uno" y "Sedia Bambino"

Gran parte de los trabajos artìsticos y también algunos objetos de diseño de Enzo Mari, forman y formaron parte la exhibición permanente del MoMA.
El museo del diseño Vitra, mantiene en exhibición algunos de los muebles de su obra Proposta per un’Autoprogettazione. Además, el museo organiza talleres para explorar la democratización del diseño, propuesta en dicho libro.

## Publicaciones
- L’uovo e la gallina. 1969[25]
- La mela e la farfalla. 1969[26]
- Proposta per un' autoprogettazione. 1974[27]
- Autoprogettazione?. 2002[28]
- 25 Modi per piantari un chiodo. 2011[29]

## Citas
"The designer cannot fail to have his own ideology of the world. If he has none, he is a fool who only gives shape to other people’s ideas." (Enzo Mari, 1997)

-"El diseñador no puede dejar de tener su propia ideología del mundo. Si no la tiene, es un tonto que solo da forma a las ideas de otras personas"-
"I am an artist and I work as an artist. Precisely for this reason, because I know what art is, I cannot support object-sculptures, because they are only the fruit of applied arts... The artist is someone who gives form to a collective value, in which everyone can recognize themselves. " (Enzo Mari, 1997)

-“Soy artista y trabajo como artista. Precisamente por eso, porque sé lo que es el arte, no puedo soportar las esculturas-objeto, porque son sólo el fruto de las artes aplicadas... El artista es alguien que da forma a un valor colectivo, en el que todos puedan reconocerse a sí mismos"-
"Form is everything."

-La forma lo es todo- 
"Design is dead." (Enzo Mari, 2011)

-El diseño está muerto- 